# Rincodes minuta
Rincodes minuta är en fjärilsart som beskrevs av Druce 1900. Rincodes minuta ingår i släktet Rincodes och familjen tandspinnare. Inga underarter finns listade.